# Palais de Dar al-Horra
Dar al-Horra est un palais nasride situé à Grenade en Espagne, construit au XVe siècle par le sultan Abû al-Hasan `Alî  (El viejo) (Muley Hacén) en faveur de sa première femme `Â'icha al-Horra, expulsée de l'Alhambra.
Après la Reconquista, la reine Isabelle Ire de Castille fit construire un couvent dans les jardins de ce palais.

## Galerie

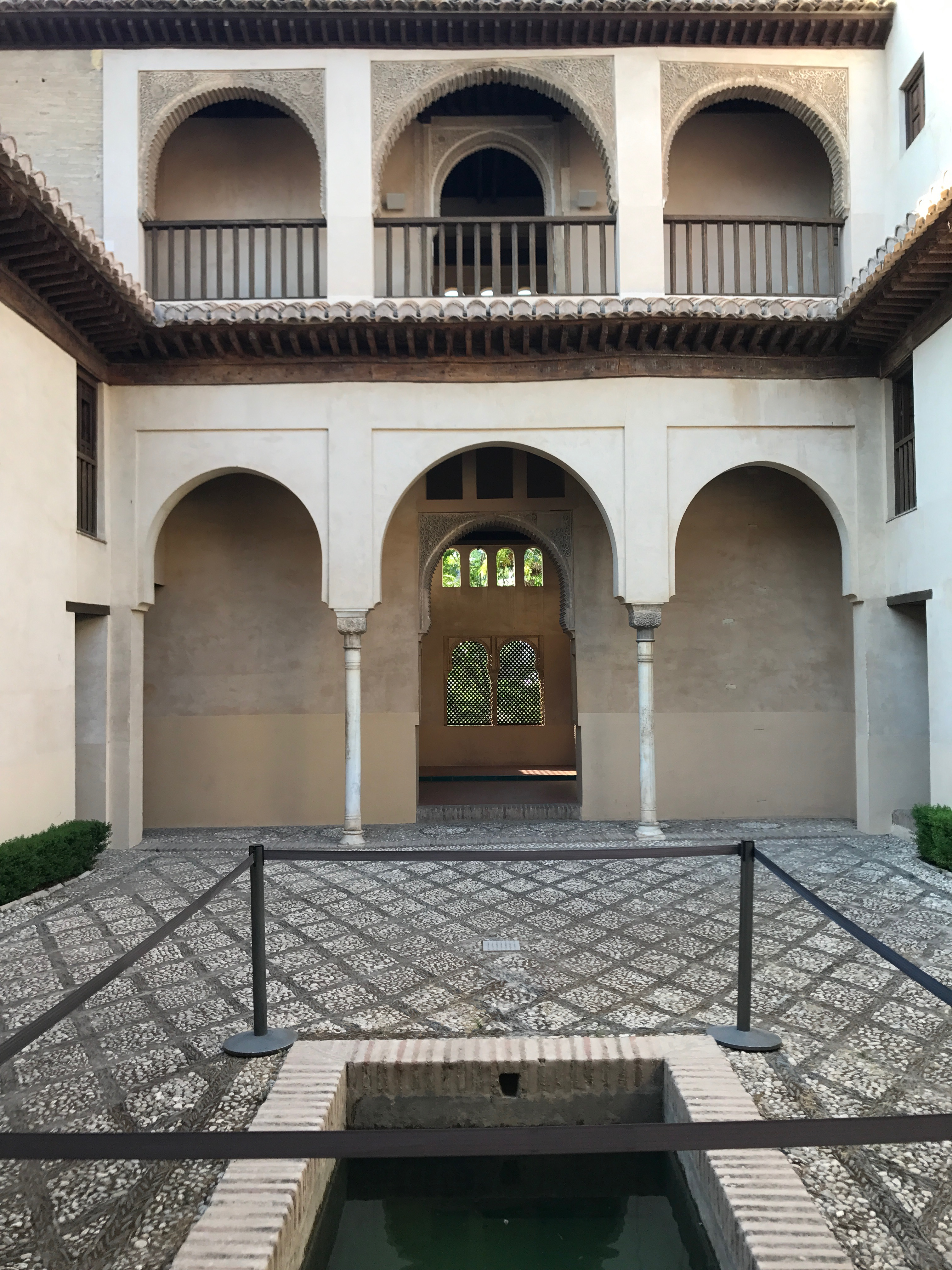
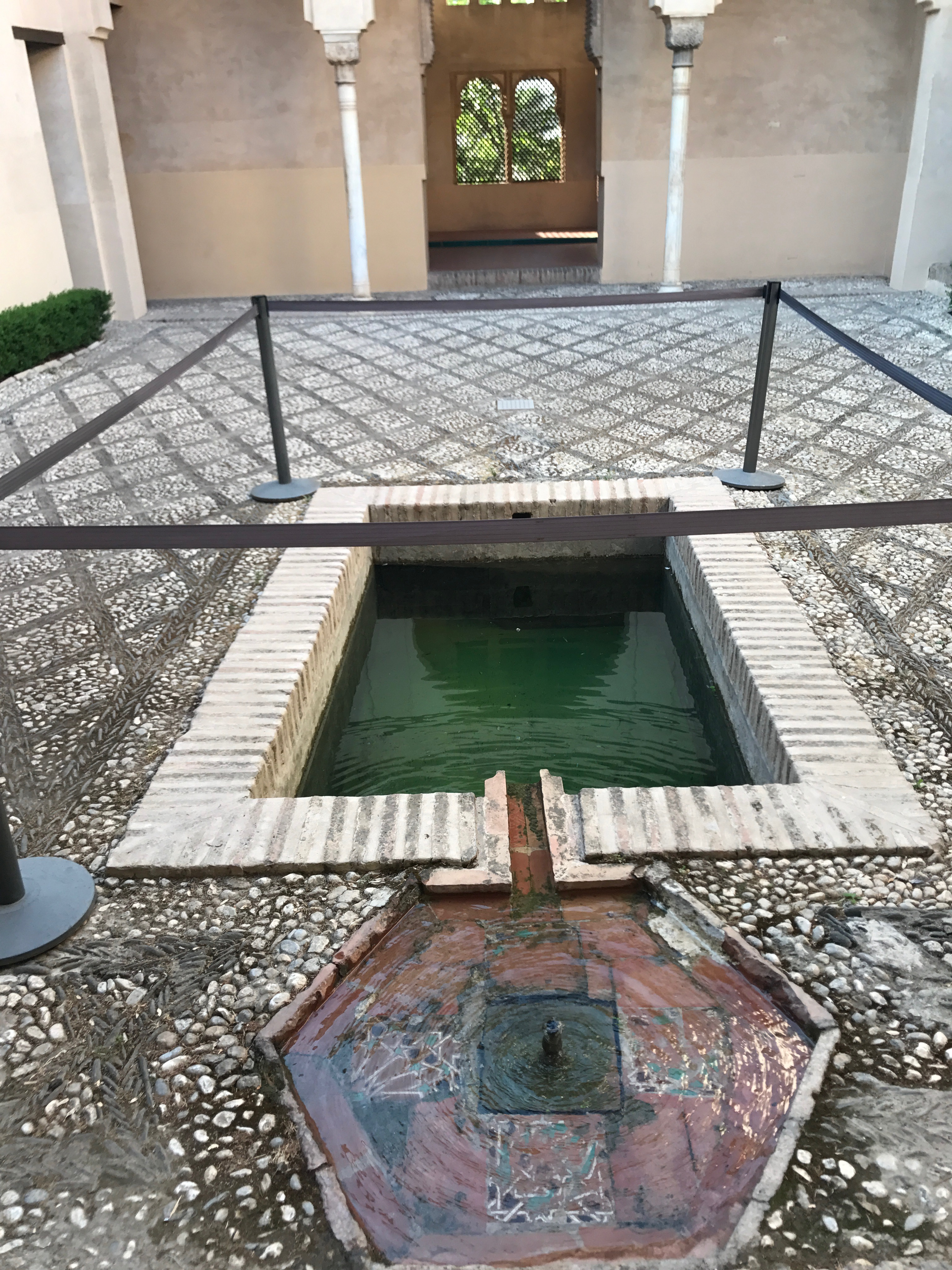
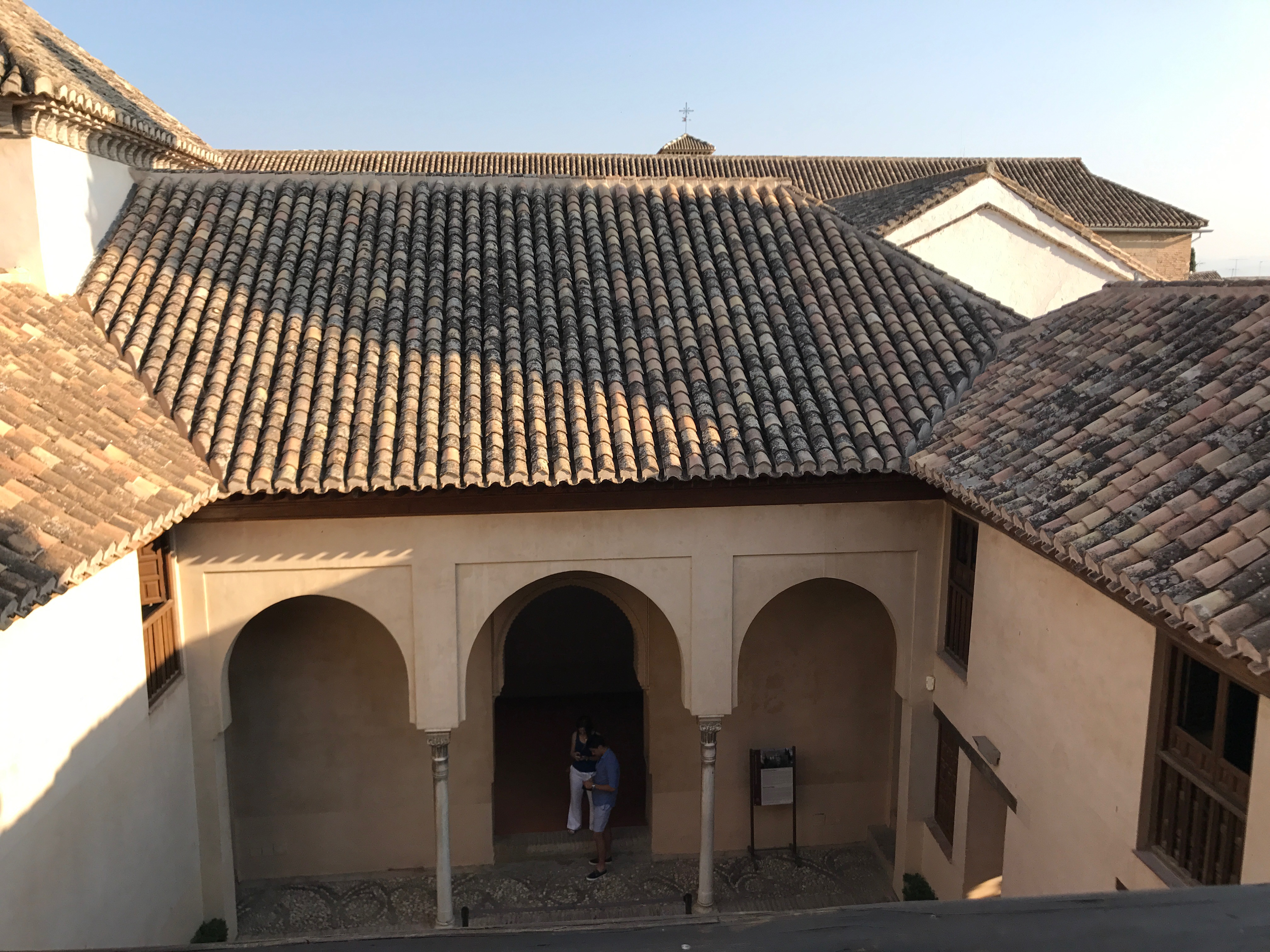
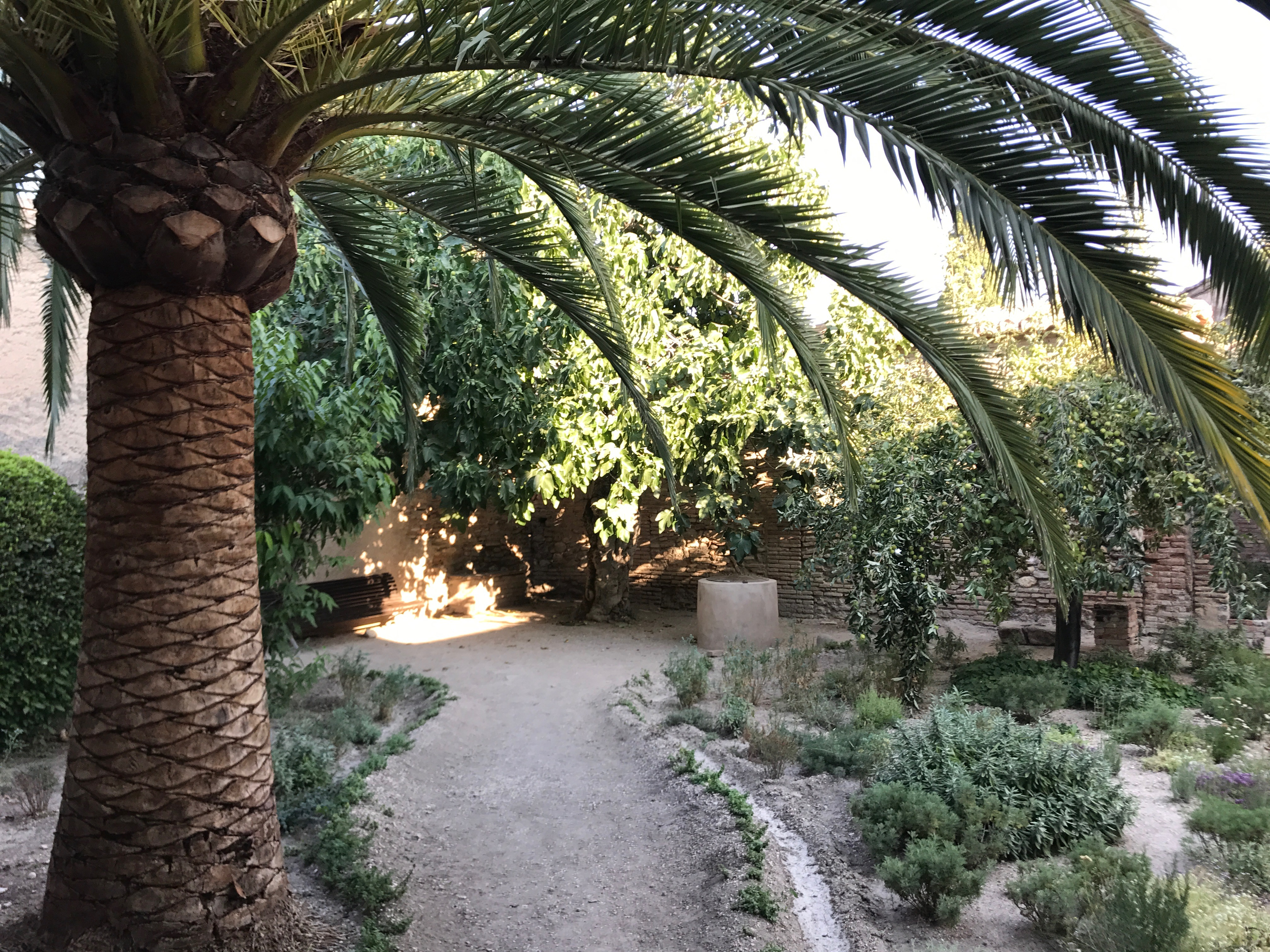
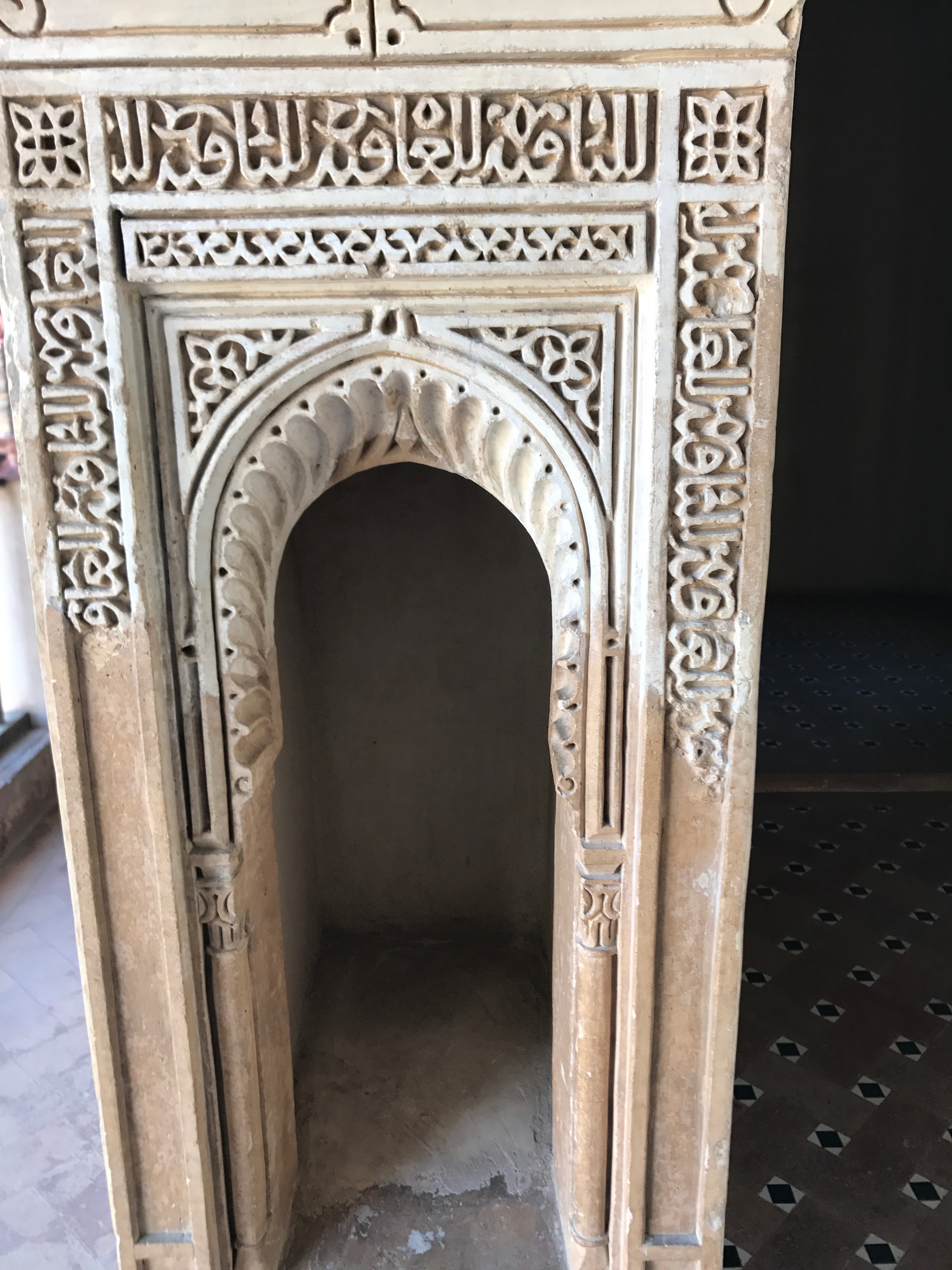
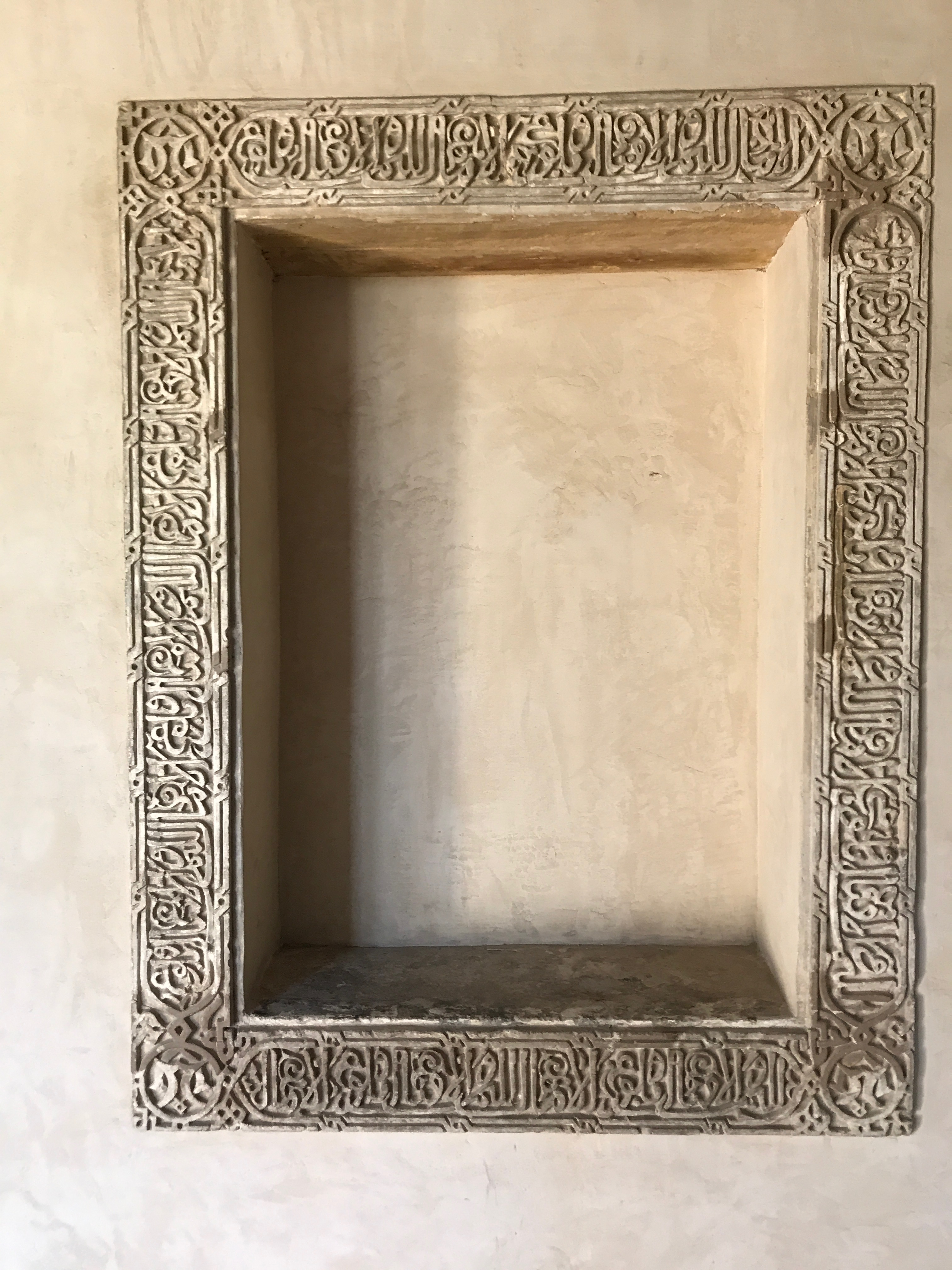
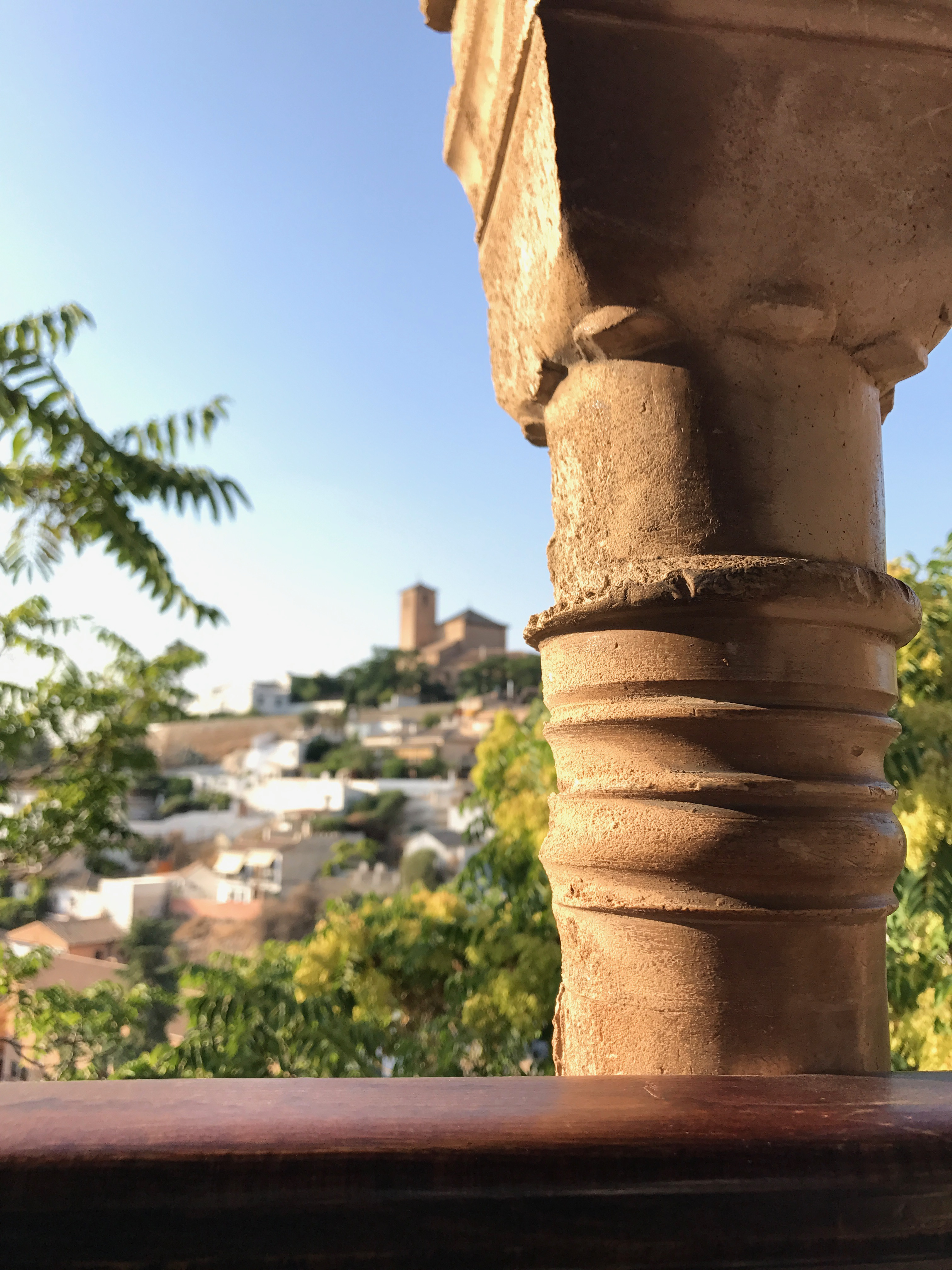
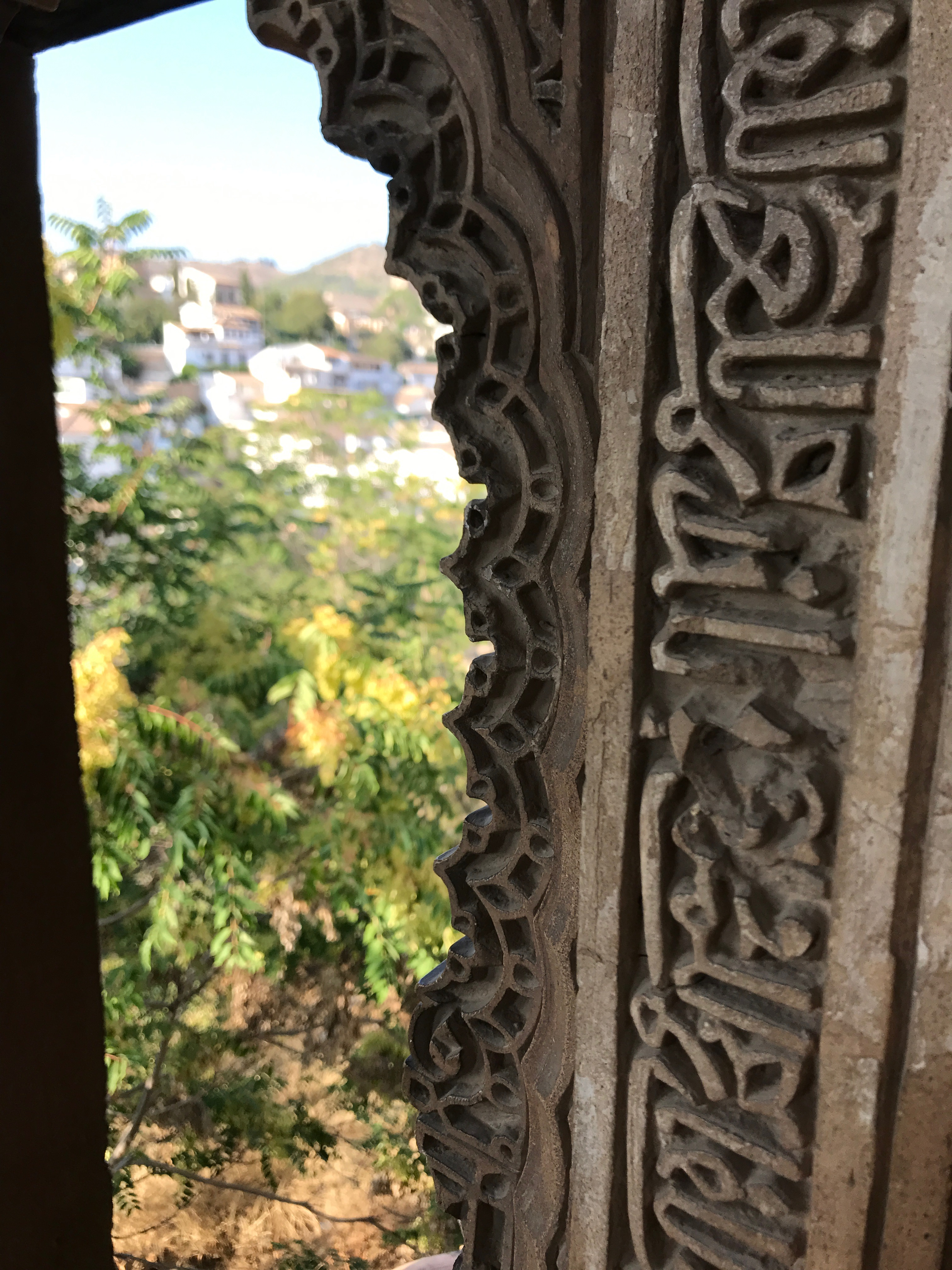